# Crue de la Loire de 1907
La crue de la Loire de 1907 est la plus forte crue de ce cours d'eau au XXe siècle. 

## Bassin de la Loire
La bassin de la Loire, d'une superficie de 117 500 km2 est le bassin versant le plus étendu sur le territoire métropolitain français. Son bassin étendu et disparate, et la simultanéité possible de précipitations d'origines différentes, peuvent créer des situations hydrologiques majeures imprévisibles. Les crues de la Loire peuvent avoir deux origines différentes :
- les crues cévenoles, dues à des épisodes cévenols d'origines méditerranéennes sur les hauts bassins de la Loire et de l'Allier. Dans ces régions, les sols sont très peu perméables, ce qui favorise le ruissellement ;
- les crues atlantiques, dues à de longues périodes de pluie en saison froide sur les parties médiane et aval du bassin de la Loire. Les crues atlantiques surviennent après de longs épisodes de précipitions exceptionnels[2].

### Sources
- M. Dacharry, « Les grandes crues historiques de la Loire » [PDF], université des Sciences et Technologies de Lille, 1996.
- « Plus grandes crues sur la Loire », Direction régionale de l’environnement, de l’aménagement et du logement Centre-Val de Loire.
- « 1907, la plus forte crue du 20e s. », Stratégie locale de gestion du risque inondation du territoire de Nevers.